# Kinh tế Myanmar
Kinh tế Myanmar là một trong những nền kinh tế kém phát triển nhất thế giới, đã phải chịu hàng thập kỷ trì trệ do quản lý yếu kém và cấm vận quốc tế. GDP của Myanmar là 71,2 tỉ USD (ước lượng 2019) và tăng trưởng trung bình 2,9% một năm, thấp nhất trong Tiểu vùng Sông Mekong Mở rộng. EU, Hoa Kỳ và Canada đã áp đặt các lệnh trừng phạt kinh tế Myanmar, nhưng những lệnh cấm vận này đã được dỡ bỏ từ năm 2011 sau khi Myanmar chuyển từ chính phủ quân sự sang chế độ dân sự.
Về mặt lịch sử, Myanmar là con đường giao thương chính giữa Ấn Độ và Trung Quốc từ thế kỷ I TCN. Các quốc gia Môn ở Myanmar đã đóng vai trò như là trung tâm thương mại quan trọng tại vịnh Bengal. Sau khi Myanmar bị chinh phục bởi người Anh, quốc gia này đã trở thành đất nước giàu có nhất ở Đông Nam Á. Đó cũng một thời là nhà xuất khẩu gạo đứng đầu thế giới, từng sản xuất 75% lượng gỗ tếch cho thế giới và có tỉ lệ cao dân chúng biết chữ.
Sau khi thành lập chính phủ nghị viện năm 1948, thủ tướng U Nu đã thi hành chính sách quốc hữu hóa. Chính phủ cũng đã cố thực hiện một kế hoạch tám năm thiếu tính toán. Đến năm 1950, xuất khẩu gạo đã giảm 2/3 và khoáng sản giảm 96%. Cuộc đảo chính năm 1962 đã đưa đến chương trình kinh tế được gọi là "Con đường đưa Myanmar đi lên xã hội chủ nghĩa", một kế hoạch nhằm quốc hữu hóa toàn nền kinh tế. Chương trình thất bại thảm hại này đã biến Myanmar thành một trong những quốc gia nghèo nhất thế giới.
Năm 2011, khi chính phủ của tân tổng thống Thein Sein nắm quyền điều hành đất nước, Myanmar đã thi hành một chính sách cải cách nhiều mặt bao gồm việc chống tham nhũng, chỉnh sửa tỷ giá hối đoái, sửa luật đầu tư nước ngoài và thuế. Đầu tư nước ngoài tăng từ 300 triệu USD trong năm 2009-10 lên 20 tỷ USD trong năm 2010-11, tương đương 667%. Dòng vốn chảy vào lớn làm cho đồng tiền Myanmar tăng giá trị thêm 25%. Để đối phó tình trạng này, chính phủ đã nới lỏng các hạn chế nhập khẩu và hủy bỏ hết thuế xuất khẩu. Mặc cho vấn đề về tiền tệ hiện nay, nền kinh tế Myanmar được dự đoán sẽ tăng trưởng khoảng 8,8% trong năm 2011. Sau khi hoàn thành cảng nước sâu Dawei trị giá 58 triệu USD, Myanmar dự kiến sẽ là trung tâm thương mại kết nối Đông Nam Á và Biển Đông với Ấn Độ Dương, tiếp nhận hàng hóa từ Trung Đông, châu Âu và châu Phi thông qua biển Andaman, thúc đẩy sự phát triển của khu vực ASEAN.

## Lịch sử

### Trước khi là thuộc địa
Trước khi trở thành thuộc địa của Anh, nền kinh tế Myanmar về bản chất là nền kinh tế tự cung tự cấp. Phần lớn dân cư liên quan đến hoạt động sản xuất gạo và làm nông nghiệp Miến Điện cũng thiếu một hệ thống tiền tệ chính thức cho đến triều vua Mindon Min vào giữa thế kỷ XIX. Đất đai về mặt hình thức là thuộc về nhà vua. Hơn nữa, vua cũng kiểm soát việc xuất khẩu, cùng với việc khai thác đá quý, các giếng dầu và sản xuất gỗ tếch. Myanmar liên quan mật thiết đến thương mại ở Ấn Độ Dương. Gỗ tếch nguyên khối là một mặt hàng xuất khẩu có giá trị, được người châu Âu dùng để đóng tàu do độ bền của nó, và đã trở thành mặt hàng xuất khẩu chính của Myanmar từ thế kỷ XVIII đến thế kỷ XIX.

### Thời kỳ thuộc địa (1885 - 1948)
Trong thời gian bị Anh chiếm đóng, Myanmar là quốc gia giàu có nhất ở Đông Nam Á. Nó cũng từng là nhà xuất khẩu gạo lớn nhất thế giới. Dưới chính quyền thuộc địa, Myanmar cung ứng dầu thông qua công ty dầu Burma. Myanmar cũng là nước giàu tài nguyên thiên nhiên và nguồn lao động. Nó sản xuất 75% lượng gỗ tếch của thế giới và có tỉ lệ dân chúng biết chữ cao. Vậy nên người ta tin rằng Myanmar sẽ phát triển nhanh chóng.

## chú thích
1. ↑  "Export Partners of Burma (Myanmar)". CIA World Factbook. 2012. Bản gốc lưu trữ ngày 12 tháng 2 năm 2018. Truy cập ngày 23 tháng 7 năm 2013.
2. ↑  "Import Partners of Burma (Myanmar)". CIA World Factbook. 2012. Bản gốc lưu trữ ngày 13 tháng 8 năm 2016. Truy cập ngày 23 tháng 7 năm 2013.
3. ↑  "Burma reveals international debt". Mizzima News. ngày 3 tháng 2 năm 2012. Truy cập ngày 19 tháng 2 năm 2012.
4. ↑  "Burma". The World Factbook. Central Intelligence Agency. Bản gốc lưu trữ ngày 4 tháng 11 năm 2010. Truy cập ngày 13 tháng 1 năm 2007.
5. ↑  "Overview of Burma sanctions". BBC. ngày 18 tháng 12 năm 2009. Truy cập ngày 3 tháng 6 năm 2011.
6. ↑  Steinberg, David L. (2002). Burma: The State of Myanmar. Georgetown University Press. ISBN.
7. ↑  Tallentire, Mark (ngày 28 tháng 9 năm 2007). "The Burma road to ruin". Luân Đôn: The Guardian. Truy cập ngày 1 tháng 5 năm 2010.
8. ↑  Joseph Allchin (ngày 20 tháng 9 năm 2011). "Taste of democracy sends Burma's fragile economy into freefall". The Independent. Truy cập ngày 25 tháng 9 năm 2011.
9. ↑  JOSEPH ALLCHINJOSEPH (ngày 23 tháng 9 năm 2011). "Burma tells IMF of economic optimism". DVD. Bản gốc lưu trữ ngày 26 tháng 9 năm 2011. Truy cập ngày 25 tháng 9 năm 2011.
10. ↑  CHATRUDEE THEPARAT (ngày 28 tháng 8 năm 2011). "Big-shift-to-dawei-predicted". Bangkok Post. Truy cập ngày 27 tháng 8 năm 2011.
11. ↑  Thein Linn (November 15–21, 2010). "Dawei deep-sea port, SEZ gets green light". Myanmar times. Truy cập ngày 25 tháng 9 năm 2011.[liên kết hỏng]
12. 1 2 3  Taylor, Robert H. (2009). The State in Myanmar. NUS Press. tr. 38–40. ISBN 978-9971-69-466-1.
13. 1 2 3 4  Steinberg, David I. (2001). Burma, the state of Myanmar. Georgetown University Press. tr. 125–127. ISBN 978-0-87840-893-1.
14. ↑  Goodman, Michael K. (2010). Consuming space: placing consumption in perspective. Ashgate Publishing, Ltd. tr. 241. ISBN 978-0-7546-7229-6.